# Pentila amenaida
Pentila amenaida är en fjärilsart som beskrevs av William Chapman Hewitson 1873. Pentila amenaida ingår i släktet Pentila och familjen juvelvingar. Inga underarter finns listade i Catalogue of Life.

## Bildgalleri

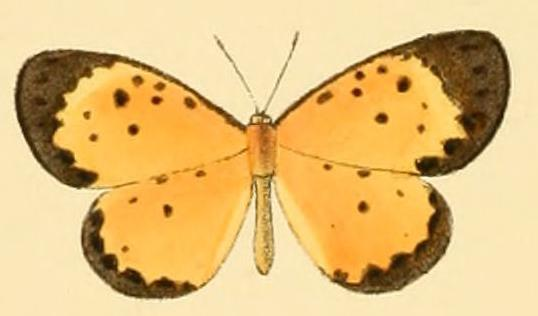